# Guy Pratt
Guy Pratt (ur. 3 stycznia 1962 w Londynie) – brytyjski basista, twórca tekstów, aktor, wokalista. Syn aktora Mike’a Pratta. W 1996 poślubił Galę Wright, córkę klawiszowca Pink Floyd – Richarda Wrighta.
Guy Pratt osiągnął rozgłos, współpracując z takimi artystami jak David Gilmour, Pink Floyd, Roxy Music oraz The Orb. W 1988 roku Pratt został zaproszony do udziału w tournée Pink Floyd promującym album A Momentary Lapse of Reason. Pomimo tego, że nie wziął udziału w nagrywaniu płyty, świetnie radził sobie z partiami na basie. W 1994 Pratt brał udział w nagraniach albumu The Division Bell. Wystąpił też na trasie koncertowej promującej ten album. W roku 2005 został zaproszony przez Davida Gilmoura do współpracy przy solowym albumie On an Island. Po ukazaniu się płyty Gilmoura, Guy Pratt grał na tournée zatytułowanym „On an Island Tour”, której ostatni koncert odbył się w Stoczni Gdańskiej, 26 sierpnia 2006 roku. W maju 2007 roku ukazała się jego autobiografia, zatytułowana „Mój Bas i Inne Zwierzęta”.